# Victor da Silva
Victor Matheus da Silva (* 4. Januar 1995 in Cuiabá) ist ein brasilianischer Fußballspieler.

## Karriere
Victor da Silva startete seine Profikarriere bei Chievo, wo er am 19. Mai 2013 zu seinem ersten Einsatz in der Serie A kam, als er zur zweiten Halbzeit gegen Atalanta Bergamo eingewechselt wurde.
Am 4. Dezember erzielte Silva im Pokalspiel gegen Reggina Calcio sein erstes Tor, das Spiel gewann Chievo mit 4:1.

## Titel und Ehrungen
- Campionato Primavera (2013/14)